# Výpadek dodávek elektřiny v Česku (2025)
Výpadek dodávek elektřiny postihl 4. července 2025 okolo poledne část Česka, čímž byl bez elektrické energie zhruba milion odběrných míst z celkového počtu 6,3 milionu, tedy přibližně 16 %. V Praze se problém týkal např. i rozvodny Chodov, čtvrtí Střížkov, Žižkov nebo Vysočany; bez proudu se ocitla také Mladá Boleslav, oblasti měst Ústí nad Labem, Most, Děčín, Litvínov, Teplice, Liberec, Česká Lípa, Louny, Litovle, Šumperska a Jesenicka.

## Přehled
V některých městech včetně Prahy v důsledku výpadku zcela zkolabovala městská hromadná doprava, nejméně tři pražské nemocnice musely použít záložní generátory elektřiny a minimálně desítky lidí musely být vyproštěny z výtahů. Řada průmyslových závodů přerušila výrobu, šlo například o automobilky Škoda nebo Toyota.

### Výpadek, nebo blackout?
Z technického hlediska šlo pouze o výpadek dodávky elektřiny. Nejednalo se tak o skutečný blackout, který zasahuje rozsáhlé geografické území (např. celé státy), protože obnovení dodávek „ze tmy“ (anglicky blackstart) může trvat i několik dní. Dlouhý výpadek po skutečném blackoutu je způsoben tím, že odstavené elektrárny nemají přívod energie z elektrické sítě, což je nutné pro jejich vlastní start. Následné nové spuštění elektráren „ze tmy“ je proto velmi komplikované a musí být zajištěno nejen přivedení elektřiny ze zatím nefunkční sítě a následný start výroby elektřiny, ale i přesná synchronizace výroby elektřiny se zbytkem sítě. Dne 4. července se „ze tmy“ nestartovalo, protože všechny elektrické zdroje (elektrárny) byly alespoň částečně v provozu a většina sítě byla pod napětím. Proto nešlo o skutečný blackout.

### Rozvod elektřiny v republice
Výrobu většiny elektrické energie zajišťují v Česku velké elektrárny, které jsou nerovnoměrně rozmístěny po celém státě. Nejvíce tepelných elektráren je v Mostecké pánvi (severozápadní Čechy), protože stojí přímo poblíž dolů na hnědé uhlí, které kvůli výrobě elektřiny spalují. Dálkový přenos elektřiny z elektráren po celém státě zajišťuje elektrická přenosová soustava, o kterou pečuje firma ČEPS (stoprocentním vlastníkem je české Ministerstvo průmyslu a obchodu). V místních regionech slouží k doručení elektřiny zákazníkům elektrická distribuční soustava o nižším napětí (v Česku je několik málo distributorů elektřiny, kteří mají na starost vedení v určitém regionu). Elektřina putující z elektrárny dálkově rozvodnou soustavou, a pak místní distribuční soustavou, nakonec končí u elektroměru odběratelů elektřiny (střídavé napětí jednofázové 230 V nebo třífázové 400 V). O koncové odběratele elektřiny (zákazníky) pečují dodavatelé elektřiny, kteří obvykle nevlastní žádné rozvody elektřiny, jsou to pouze obchodníci. Proto je platba za elektřinu u zákazníka rozdělena na silovou elektřinu a distribuční poplatky (z těch jsou kromě jiného placeny přenosové a distribuční soustavy).

## Příčina výpadku
Výpadek elektřiny byl způsoben mechanickým selháním v přenosové soustavě, konkrétně pádem fázového vodiče (v provedení AlFe lano) vysokonapěťového 400 kV vedení V411 oblasti u Kličína (poblíž Žatce), které bylo původní z roku 1961. Pád vodiče na zem vedl ke zkratu a k automatickému vyřazení vedení V411 z provozu. Mezi další bezprostřední dopady patřil výpadek bloku B6 elektrárny Ledvice (blok B4 pokračoval v provozu až do 11:59, kdy byl dalšími událostmi v síti odpojen). Dále pak přetížení vedení V208 (propojení rozvodny Milín u vodní elektrárny Orlík a rozvodny Čechy Střed u Prahy), které ručně odpojil dispečer ČEPS, aby jej uchránil před poškozením. Výpadek vedení V401 poté vzápětí zasáhl rozvodnu Krasíkov v okrese Ústí nad Orlicí. V důsledku těchto událostí došlo k oddělení části přenosové soustavy, která následně nemohla být dále provozována.
Časová souslednost:
- 11:51:06 – výpadek vedení V411 spojující rozvodny Hradec–Výškov
- 11:52:48 – výpadek elektrárny Ledvice B6
- 11:59:44 – dispečer vypnul přetíženou linku V208 spojující rozvodny Milín–Chodov (Milín je u vodní elektrárny Orlík)
- 11:59:47 – výpadek vedení V401 spojující rozvodny Týnec–Krasíkov, vznik ostrova (vydělené části ES ČR)
- 12:00 až 12:05 – vznik dvou ostrovů, bez napětí 9 rozvoden (Malešice, Chodov, Bezděčín, Týnec, Čechy Střed, Opočínek, Neznášov, Výškov, Chotějovice)
- 12:24 – zapnutí trasy V208, řízený rozjezd
- asi 14:00 – obnovena dodávka elektřiny do hlavních uzlů včetně Prahy (distribuční společnosti začínají oživovat přívody pro koncové zákazníky)
- 14:50 – znovuspojení ostrovů na 400 kV, obnoveno všech devět rozvoden
- 22:15 – opraveno V411, zprovozněno na poloviční výkon

Ve chvíli výpadku V411 došlo k náhlému poklesu výkonu v tuzemské přenosové soustavě o přibližně 850 megawattů oproti očekávaným hodnotám. Tento výrazný rozdíl mezi plánovaným a skutečným tokem elektrické energie vedl k destabilizaci sítě a následnému masivnímu výpadku dodávek elektřiny. Došlo k odpojení části přenosové sítě a výpadku elektřiny v několika krajích. Událost zasáhla celkem osm rozvoden přenosové soustavy. V Praze výpadek ovlivnila porucha na části rozvodny společnosti ČEPS v Chodově, která je jedním z klíčových bodů napájení hlavního města. Výpadek se projevil i v přeshraničních tocích elektřiny.
Jestli byly incidenty navzájem propojené nebo jestli mohli dispečeři výpadkům zabránit, je předmětem dalšího vyšetřování.

### Pád vodiče
Podle ČEPS dochází k pádům vodiče ze stožárů vysokého napětí v přenosové soustavě v Česku jednou až dvakrát ročně, avšak hlavní příčinou těchto pádů je selhání izolátorového závěsu na sloupu. Pád vodiče z důvodu přetržení (nebo selhání tahové či kotevní spojky), jako se to stalo na vedení V411, je ojedinělý (za posledních 20 let ČEPS eviduje čtyři události). Podle ČEPS se však počet těchto pádů dlouhodobě snižuje v důsledku rozsáhlých výměn původních izolátorů v rámci modernizací dálkových vedení. Linka V411 byla poškozena už v roce 2024, ale tehdy bez dalších výpadků v rozvodné síti. Oprava byla provedena 1.–3. 12. 2024 a lano testoval Kloknerův ústav ČVUT – parametry „vyhovující“ (tj. v pořádku).
Mezi nejčastější příčiny pádu lan patří selhání spojky, kvůli čemuž ČEPS zahájil (kromě pravidelných) i mimořádnou kontrolu všech spojek na trasách ze 60. až 80. let pomocí termovize a magnetické sondy. Použité lano ACSR Bison má 54 hliníkových pramenů okolo 7 drátů pozinkované oceli v nosném jádru (zajišťuje pevnost v tahu), nepřichází proto v úvahu tepelné poškození žíháním hliníku (100 až 150°C) dlouhodobým přetěžováním vedení, protože ocel má kritickou hranici až 350°C, a proto by ani případná destrukce hliníkové části nevedla k přetržení lana.

### Přetoky elektřiny
Podle některých komentářů mohou za pád vodiče na vedení V411 velké přetoky elektrické energie z obnovitelných zdrojů na severu Německa (do Rakouska). Podle vyjádření ČEPS nebyl pád vodiče vedení V411 způsoben velkými přetoky, protože jsou aktivně řízeny pomocí PST transformátorů na hranicí z Německem (rozvodna Hradec u Kadaně, regulace přetoků je v provozu od roku 2017). Každé vedení má vlastní automatické ochrany, které ho v případě přetížení automaticky odpojí, proto není možné, aby ČEPS vedení V411 přetěžoval.
Podle manažera ČEPS Pavla Šolce je česká přenosová soustava schopna importovat či exportovat přes 3500 MW, takže 1644 MW v době výpadku je běžná hodnota (čtvrtina až polovina maxima jednotlivých částí sítě) i přestože to bylo asi o 150 MW víc než plán.
Podle ČEPS naopak přeshraniční elektrické spojení pomohlo, protože během výpadku odváděl ČEPS přes mezinárodní platformy pro výměnu regulační energie PICASSO a MARI více než 3 000 MWh přebytečné elektřiny do zahraničí. Kdyby tato možnost chyběla, byly by následky výpadku mnohem rozsáhlejší. Přetoky jsou zpoplatněné a ČEPS je čistým příjemcem ve výši 300–500 mil. Kč ročně.
Platformy PICASSO a MARI řídí společnost ENTSO-E, která evropské provozovatele přenosových soustav koordinuje. V případě frekvenční odchylky v síti, která vzniká nedostatkem nebo nadbytkem výroby elektřiny, řeší přeshraniční výměnu elektrické energie tak, aby automaticky byly využity nejlepší aktuální nabídky podle ceny a výhodnosti.

### Kritérium N-1
Přenosová soustava je ČEPS provozována tak, aby splňovala kritérium N-1, což znamená že musí být funkční i po výpadku libovolného jednoho prvku v soustavě (dálkové vedení, transformátor nebo elektrárna). Pro propojené evropské přenosové soustavy koordinuje N-1 kritérium centrum TSCNET v Mnichově. Je simulováno 24 modelů na každý další den (pro každou hodinu jeden) a během dne jsou simulace opakovány pro aktuální stav soustavy. Výpadky tak mohou nastat až po výpadcích dvou a více prvků.

## Vyšetřování výpadku
Energetický regulační úřad (ERÚ) šetří výpadek už od jeho počátku. ERÚ kvůli vyšetřování výpadku dodávek elektřiny inicioval vznik pracovní skupiny se zástupci ERÚ, Ministerstva průmyslu a obchodu, ČEPS, provozovatelů regionálních distribučních soustav, operátora trhu a klíčových výrobců elektřiny v ČR. Jejím cílem má být určit rolí jednotlivých dotčených subjektů při výpadku a hlavním cílem bude vyhodnocení možných opatření, aby se předešlo opakování podobných incidentů. První jednání skupiny bude v polovině srpna 2025. Panel ENTSO-E s mezinárodní účastí podle předsedy Rady ERÚ Jana Šefránka zasedne v září. Závěrečná zpráva by měla být hotová do půl roku, finální zpráva s případnými nápravnými opatřeními do 12 měsíců.

### Výhrady ČEZ
ČEPS označil za významný prvek výpadek dodávek bloku B6 elektrárny Ledvice. Několik dní na to ředitel společnosti ČEZ Daniel Beneš vystoupil s požadavkem na prošetření ERÚ a seznam několika otázek (např. ohledně zvládnutí přetoků dispečinkem ČEPS bezprostředně po výpadku). Ministr průmyslu Lukáš Vlček dle svých slov okamžitě požádal ČEPS o rozšíření analýzy. Podle mluvčího ČEZ Kříže došlo v kritickou chvíli ke skokovým požadavkům, kdy kotel měl přejít v krátkém sledu z 350 MW na nulu a pak rychle zpět na 150 MW, čímž se dostal mimo technická minima a ochrana kotle jej odstavila. Ledvice se podle mluvčího staly “obětí situace”. Certifikovaný rozsah šestého bloku elektrárny Ledvice je přechod z 600 MW na 60 MW, ne však do nuly s opakovaným rychlým startem.

## Informování o výpadku
Bezprostředně po události ministr průmyslu a obchodu Lukáš Vlček vyloučil souvislost výpadku s Green Dealem. Aniž by mechanismus příčiny výpadku objasnil, odkázal na další šetření. Podle vyjádření zástupců státních institucí neexistují žádné důkazy o tom, že by rozsáhlý výpadek elektřiny byl způsoben kybernetickým nebo teroristickým útokem. Národní úřad pro kybernetickou a informační bezpečnost (NÚKIB), který situaci monitoroval, vyloučil v prvních hodinách po události možnost, že by šlo o cílený útok na energetickou infrastrukturu. Podobně se vyjádřilo i Ministerstvo vnitra a Policie ČR.
Česká televize informovala o výpadku týž den večer v Událostech, kde byly ukázány fotografie spadlého lana (vysokonapěťového vodiče) ze stožáru na zem do pole.
Výpadek přičítají zahraničím přetokům z obnovitelných zdrojů Alena Vitásková či Andrej Babiš, což odmítá předseda představenstva společnosti ČEPS.

## Reakce státní správy
Státní orgány na rozsáhlý výpadek elektrické energie reagovaly vyhlášením pohotovosti Ústředního krizového štábu. Ministr vnitra Vít Rakušan uvedl, že ministerstvo intenzivně zjišťuje rozsah problémů, a zároveň zdůraznil, že policie nemá informace o kybernetickém či teroristickém útoku jako příčině výpadku. Na zasažených územích byla zvýšena hlídková činnost a policisté řídili dopravu na vybraných křižovatkách. Premiér Petr Fiala označil situaci za mimořádnou a nepříjemnou a poděkoval občanům za trpělivost během obnovy dodávek elektřiny, která byla nyní prioritou. Fiala uvedl, že „je třeba, aby odborníci odpověděli proč to má takový dramatický dopad, když spadne drát.“ Pražský primátor Bohuslav Svoboda po blackoutu v Praze smazal příspěvek na svých sociálních sítích z května 2025, ve kterém ujišťoval, že Praze nehrozí podobný blackout jako ve Španělsku. Ministr zdravotnictví Vlastimil Válek ujistil, že péče o pacienty v nemocnicích není ohrožena díky záložním zdrojům energie a jasně stanoveným postupům zdravotnických zařízení. Zároveň upozornil na možnost odkladů některých vyšetření a informoval o preventivních převozech některých pacientů do nemocnic s nepřerušenými dodávkami elektřiny.

## Obnova dodávek elektřiny
Dodávky elektřiny byly postupně obnoveny během odpoledne a večera téhož dne. Společnost ČEPS kolem 14:50 oznámila, že všechny rozvodny přenosové soustavy jsou opět v provozu. Energetici obnovovali dodávky elektřiny do všech odběrných míst s ohledem na potřebu regulace toků, aby nedošlo k přetížení sítě. Ústřední krizový štáb uvedl, že krátce před 18. hodinou zůstávalo bez proudu zhruba dva tisíce odběrných míst. Kolem 19. hodiny bylo potvrzeno, že dodávky byly obnoveny ke všem odběratelům. Před 18. hodinou oznámily České dráhy, že jsou všechny tratě opět průjezdné, avšak stabilizace provozu a návrat do běžného režimu trvaly ještě několik hodin.
Po výpadku bloku Ledvice byl ztracený výkon částečně nahrazen plynovou výrobou ČEZ v Počeradech, aby se stabilizovala lokální bilance.

## Následky výpadku
V mnoha městech a regionech zůstaly bez proudu úřady, obchody a veřejné instituce. V nemocnicích a dalších kritických zařízeních byly spuštěny záložní generátory, aby nebyla ohrožena péče o pacienty. V Masarykově nemocnici v Ústí nad Labem byl provoz zajištěn právě pomocí těchto záložních zdrojů a někteří pacienti byli preventivně přemístěni do nemocnic s nepřerušeným zásobováním elektřinou.
Hasiči zaznamenali zvýšený počet výjezdů, zejména k lidem uvězněným ve výtazích a k událostem spojeným s náběhem záložních dieselagregátů, které způsobovaly falešná hlášení o kouři. V Praze i ve Středočeském a Královéhradeckém kraji šlo o desítky zásahů. Hasičský záchranný sbor zároveň vyzýval obyvatele, aby tísňové linky využívali pouze v případech ohrožení života nebo majetku.
Výpadek se dotkl také průmyslu – například rafinerie v Litvínově byla nucena přebytečnou produkci řízeně spalovat na bezpečnostních hořácích. Podle Hospodářské komory dosáhly ztráty stovek milionů korun, nejvíce ve velkých průmyslových podnicích. Výrobu musela přerušit například automobilka Škoda Auto ve všech svých závodech, obnovení provozu bylo postupné. Sklárna Crystalex v Novém Boru hlásila nejdelší výpadek ve své historii, který způsobil znehodnocení části produkce. Dopady zaznamenaly i obchody a restaurace. Menší provozovny musely uzavřít, větší využily náhradní zdroje. V gastronomii došlo ke snížení tržeb – některé podniky ztratily až 35 % denního obratu. Část provozů musela zlikvidovat zásoby.
Elektrická energie vypadla i ve zhruba třetině českých věznic, které však přešly na záložní zdroje bez vážnějších problémů. Bankovní sektor nebyl výpadkem zásadně ovlivněn – mobilní a internetové bankovnictví zůstaly v provozu, přesto některé bankomaty přestaly fungovat.

### Komplikace v dopravě
Výpadek elektrické energie způsobil značné komplikace v dopravě napříč zasaženými oblastmi. V Praze došlo k přerušení provozu tramvají na pravém břehu Vltavy, který se postupně dařilo obnovovat; zatímco linky metra A a C byly zprovozněny záhy, linka B byla mimo provoz do 12:35. V některých částech města došlo také k výpadku trolejbusů, které byly dočasně nahrazeny autobusy. Mimo Prahu se dopravní výpadky dotkly například Mostu, kde došlo k zastavení tramvajového provozu a nasazení náhradní autobusové dopravy. Výpadek tramvajové dopravy v Liberci byl největší za posledních 41 let, byly povolány náhradní autobusy.
Závažné problémy nastaly také na železnici – nejezdily vlaky na několika klíčových tratích, například mezi Prahou a Kolínem, Benešovem u Prahy či Kutnou Horou. Ve východních Čechách se zastavily některé elektrifikované vlakové spoje, přičemž cestující zůstali uvězněni ve vlacích, jako například v případě rychlíku z Hradce Králové do Prahy, který zastavil v Chotěvicích. České dráhy uvedly, že kvůli rozsahu výpadku nebylo možné okamžitě zajistit náhradní dopravu a stabilizace vlakového provozu měla trvat celý den.
Na severu Čech způsobilo přerušení dodávek elektřiny výpadky semaforů, což komplikovalo plynulost silniční dopravy. V Ústí nad Labem fungovaly pouze trolejbusy na bateriový pohon a autobusy. Na pražském Letišti Václava Havla došlo k planému poplachu, když někdo z cestujících omylem zmáčkl nouzové tlačítko požárního hlásiče. Hasiči na místě zjistili, že nehoří, a nebyla potřeba evakuace.

## Souvislosti
Ve čtvrtek 29. května 2025 došlo k 15minutovému výpadku dodávek elektřiny v části Ústeckého kraje. Ve 12:03 došlo k výpadku vedení V480 mezi rozvodnami Výškov a Chotějovice a výpadku transformátoru T402 v rozvodně Chotějovice z důvodu působení automatických ochran. Následkem toho byla přerušena dodávka elektřiny v oblasti měst Teplice, Litoměřice, Roudnice nad Labem a Ústí nad Labem. Prvotní příčinou byl impulz z elektrárny Ledvice.